# Heshui
Der Kreis Heshui (chinesisch 合水县, Pinyin Héshuǐ Xiàn) ist ein Kreis der bezirksfreien Stadt Qingyang in der chinesischen Provinz Gansu. Er hat eine Fläche von 2.942 km² und zählt 154.000 Einwohner (Stand: Ende 2018). Sein Hauptort ist die Großgemeinde Xihuachi (西华池镇).